# Coleophora jebeli
Coleophora jebeli is een vlinder uit de familie kokermotten (Coleophoridae). De wetenschappelijke naam van deze soort is voor het eerst geldig gepubliceerd in 1985 door Baldizzone.
De soort komt voor in tropisch Afrika.